# Пеквот-Лейкс (Міннесота)
Пеквот-Лейкс (англ. Pequot Lakes) — місто (англ. city) в США, в окрузі Кроу-Вінг штату Міннесота. Населення — 2395 осіб (2020).

## Географія
Пеквот-Лейкс розташований за координатами 46°35′17″ пн. ш. 94°17′17″ зх. д. / 46.58806° пн. ш. 94.28806° зх. д. (46.588095, -94.288019).  За даними Бюро перепису населення США в 2010 році місто мало площу 46,96 км², з яких 42,28 км² — суходіл та 4,67 км² — водойми.

## Демографія
Згідно з переписом 2010 року, у місті мешкали 2162 особи в 955 домогосподарствах у складі 576 родин. Густота населення становила 46 осіб/км².  Було 1392 помешкання (30/км²).
Расовий склад населення:
| - 97,3 % — білих - 0,8 % — корінних американців - 0,6 % — азіатів - 0,4 % — чорних або афроамериканців |

До двох чи більше рас належало 0,6 %. Частка іспаномовних становила 1,1 % від усіх жителів.
За віковим діапазоном населення розподілялося таким чином: 24,5 % — особи молодші 18 років, 57,0 % — особи у віці 18—64 років, 18,5 % — особи у віці 65 років та старші. Медіана віку мешканця становила 40,6 року. На 100 осіб жіночої статі у місті припадало 91,3 чоловіків;  на 100 жінок у віці від 18 років та старших — 85,1 чоловіків також старших 18 років.
Середній дохід на одне домашнє господарство  становив 50 790 доларів США (медіана — 42 639), а середній дохід на одну сім'ю — 60 474 долари (медіана — 52 938). Медіана доходів становила 42 875 доларів для чоловіків та 25 921 долар для жінок. За межею бідності перебувало 15,0 % осіб, у тому числі 8,2 % дітей у віці до 18 років та 20,7 % осіб у віці 65 років та старших.
Цивільне працевлаштоване населення становило 1184 особи. Основні галузі зайнятості: мистецтво, розваги та відпочинок — 19,6 %, освіта, охорона здоров'я та соціальна допомога — 17,4 %, роздрібна торгівля — 12,2 %, науковці, спеціалісти, менеджери — 11,1 %.